# Hymn (Kesha)
Hymn è un brano musicale della cantante statunitense Kesha, quattra traccia del suo terzo album in studio Rainbow.

## Background
Kesha ha scritto un appunto riguardo alla canzone sul sito Mic. com: "Personalmente non smetterò mai di combattere per la parità per tutti gli esseri umani. Questa è la passione dietro questa canzone. Questa canzone è dedicata a tutte le persone idealiste di tutto il mondo che rifiutano di voltare le proprie spalle al progresso, all'amore e all'uguaglianza quando vengono contestate. È dedicata alle persone che sono uscite per le strade in tutto il mondo per protestare contro il razzismo, l'odio e la divisione di qualsiasi tipo. È anche dedicata a chiunque abbia la sensazione di non essere compreso dal mondo o che sia rispettato per esattamente chi è. È una canzone speranzosa su tutte queste persone - e mi considero una di esse - e il potere che abbiamo tutti quando siamo tutti insieme. ... Penso che una delle ragioni per cui la mia musica si connette con persone che si sentono come me e non si adattano è perché non sono mai stato in forma - è per questo che la canzone "Hymn" è così speciale per me."
L'audio di "Hymn" è stato pubblicato sul canale VEVO di Kesha il 3 Agosto 2017, e la copertina raffigura il disegno di una nave spaziale colorata.